# Espermicida

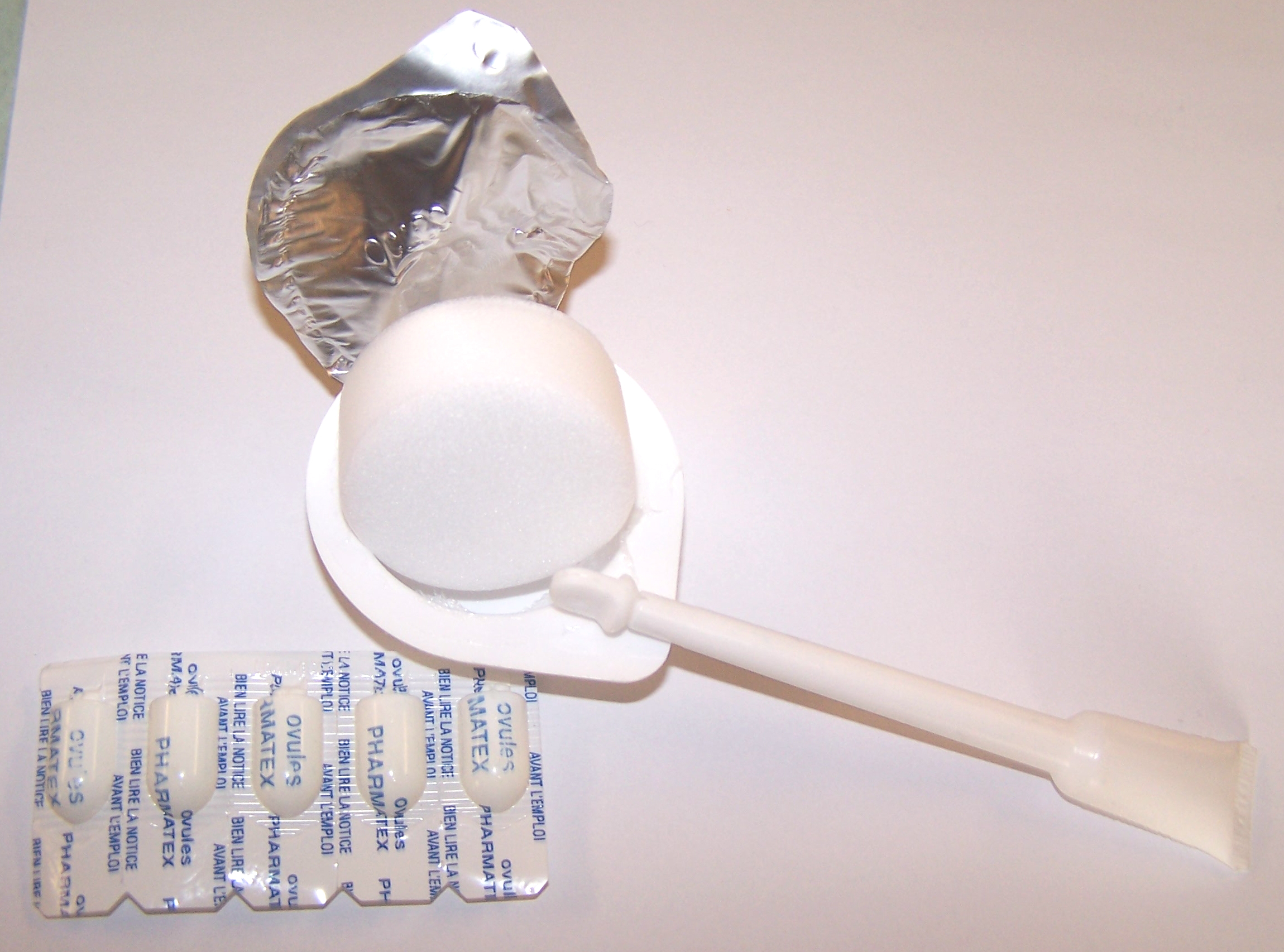
Espermicidas.

Los espermicidas son sustancias químicas que alteran la movilidad o matan los espermatozoides. Normalmente se utilizan para incrementar la efectividad de métodos de barrera de contracepción, como los condones masculinos/femenino o el diafragma, o bien solos, en óvulos vaginales.
El ingrediente activo más frecuente es el nonoxinol-9, al cual algunas personas son alérgicas. Se ha comprobado que esta sustancia puede incrementar el riesgo de contraer VIH, ya que produce pequeñas abrasiones en las paredes vaginales y anales que dejan más expuestas estas zonas al ataque de VIH u otras ETS.
También se pueden encontrar realizados a partir de cloruro de benzalconio, clorhexidina, menfegol, octoxinol-9 y docusato de sodio.

## Eficacia
Con una correcta utilización, el grado de efectividad oscila en torno al 80%, por el contrario, si el usuario comete algún error, su eficacia se reduce al 55%. Además, el espermicida no protege contra las enfermedades de transmisión sexual.

## Ventajas
- Puede utilizarse como método anticonceptivo complementario.
- No presentan efectos hormonales secundarios.
- No interfiere en la relación sexual.
- Es reversible
- Es fácil de usar

## Desventajas
- Debe usarse en combinación con otro método
- Puede provocar resequedad y ardor.
- Se puede contraer VIH u otras enfermedades de transmisión sexual (ETS)